# Marcelo H. del Pilar

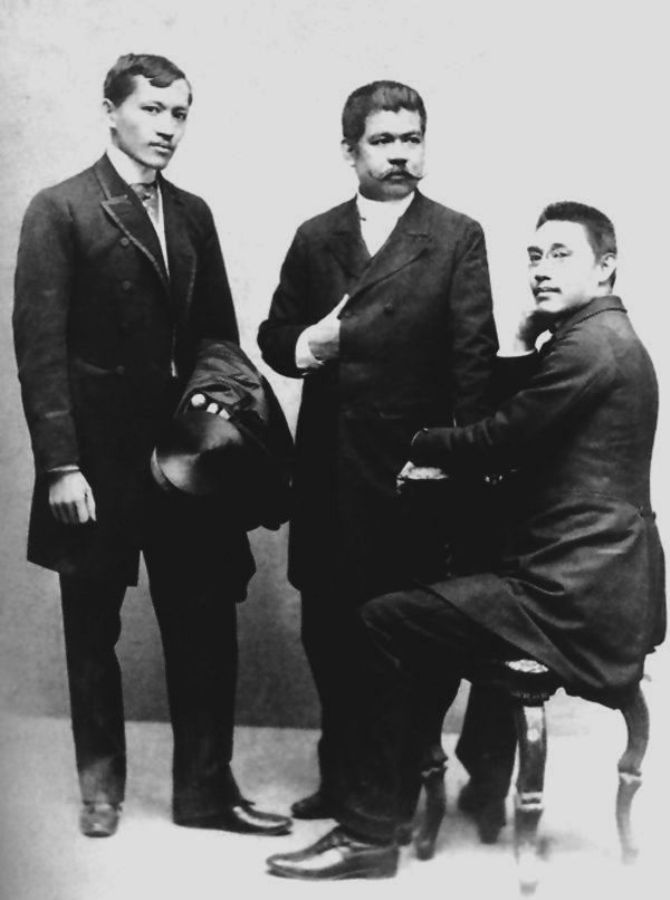
Marcelo H. del Pilar (Mitte) zwischen Jose Rizal (links) und Mariano Ponce (rechts)

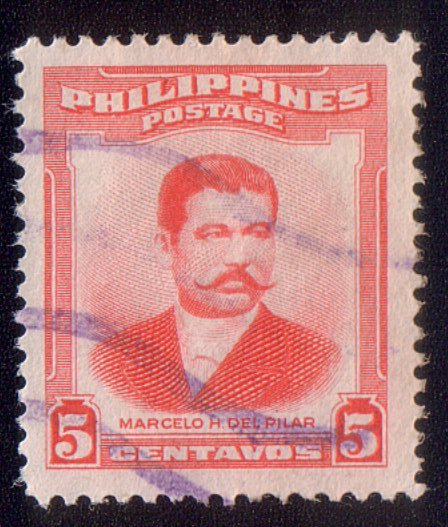
Philippinische Briefmarke aus den 1950er Jahren

Marcelo Hilario del Pilar y Gatmaytan (* 30. August 1850; † 4. Juli 1896)
war ein Satiriker und eine gefeierte Persönlichkeit während der Philippinischen Revolution, der als ein führender Propagandist Reformen auf den Philippinen forderte. Der Allgemeinheit als Plaridel bekannt, war er der Verfasser und Mitherausgeber der Zeitung La Solidaridad. Sein Bestreben war es, ein nationales Gefühl der aufgeklärten philippinischen Ilustrados (der gebildeten Einheimischen) und des Bürgertums gegen den spanischen Imperialismus zu erreichen.

## Früher Lebensabschnitt
Marcelo Hilario wurde am 30. August 1850 in dem Ort Cupang in der Provinz Bulacan als Sohn von Julián del Pilar und Blasa Gatmaytan in ein durchaus kultiviertes Elternhaus hinein geboren. Einer seiner Brüder war der Priester Fr. Toribio del Pilar, der 1872 auf die Marianen verbannt wurde. Sein Neffe, Gregorio del Pilar, war ebenfalls eine bedeutende Persönlichkeit, die im Philippinisch-Amerikanischen Krieg kämpfte und starb.
Er begann seinen schulischen Werdegang am College von Mr. Jose Flores. Danach wechselte er an das Colegio de San José und studierte später an der University of Santo Tomas in Manila, wo er 1880 sein rechtswissenschaftliches Studium abschloss.
Marcelo H. del Pilar war multitalentiert. Er spielte Violine, Piano und Flöte. Er war ein guter Fechter und pflegte während des Flores de Mayo, einem katholischen Festival, Serenaden zu singen und Stücke auf seiner Violine zu spielen.
Im Jahre 1878 heiratete er seine Cousine Marciana del Pilar, mit der er insgesamt sieben Kinder hatte.

## Publikationen auf den Philippinen
Angetrieben durch seinen Gerechtigkeitssinn und seine eigenen schlechten Erfahrungen mit dem Klerus, prangerte del Pilar in seinen Veröffentlichungen die Verstöße der Geistlichkeit, die Engstirnigkeit und die Scheinheiligkeit an. Vor Gericht verteidigte er einige Male die besitzlosen Opfer radikaler Diskriminierung.
Er predigte das Evangelium der Arbeit, den Selbstrespekt und die Menschenwürde. Die Sprache, die er am besten beherrschte war das Tagalog, seine einheimische Sprache. Sie befähigte ihn, das Bewusstsein der Massen wecken und diese von der Notwendigkeit einer Einheit und einem anhaltenden Widerstand gegen die spanische Tyrannei zu überzeugen.
Im Jahre 1882 gründete del Pilar unter dem Pseudonym Plaridel die Zeitung „Diariong Tagalog“, mit der er seine demokratisch liberalistischen Ideen unter den Bauern und Landarbeiter verbreitete, sowie die Arbeitsweise der spanischen Regierung auf den Philippinen kritisierte. 1888 verteidigte er Jose Rizals polemische Schriften gegen den Angriff eines Priesters, indem er ein Pamphlet in einfachem Tagalog veröffentlichte. Dabei kämpfte er mit seinem tödlichen Verstand und einer ausgeprägten Rhetorik, mit der er seinen schonungslosen Hohn über geistliche Torheiten offenlegte. Eine Aktion, die nicht ohne Folgen blieb.

## Lebensweg in Spanien
Im selben Jahr, auf der Flucht vor der Verfolgung durch die Geistlichkeit, ging del Pilar nach Spanien und ließ seine Familie auf den Philippinen zurück. Im Dezember 1889 gelang es ihm, Graciano López Jaena in Madrid als Redakteur der philippinischen Reformzeitschrift La Solidaridad zu gewinnen. Die Zeitung beschäftigte sich mit den gemäßigten Zielen der Repräsentanten der Philippinen im spanischen Parlament. Sie trat für die gesetzliche Gleichstellung von Spaniern und Filipinos ein und die Aufhebung des Polo (Arbeitsdienstes) und der vandala (dem Zwangsverkauf von lokalen Produkten an die Regierung). Die Zeitung forderte zudem eine Garantie der grundlegenden Rechte von Rede- und Vereinsfreiheit sowie gleiche Voraussetzungen für Filipinos und Spanier, die in den Staatsdienst eintreten wollten.
Del Pilar gelang es, die Ziele des Blattes zu fördern, indem er liberale Spanier kontaktierte, die sich auf der Seite der Sache der Filipinos befanden. Unter ihm erweiterten sich die Forderungen der Zeitung und beinhalteten nun die Beseitigung des Mönchtums und die Verweltlichung der Kirchengemeinden, aktive Mitarbeit von Filipinos in Angelegenheiten der Regierung, Rede-, Presse- und Versammlungsfreiheit, breite soziale und politische Eigenständigkeiten, Gleichheit vor dem Gericht, Aufnahme einer Vertretung im spanischen Cortes oder dem Parlament.
Del Pilar kam jedoch bald in Schwierigkeiten und diese erreichten ihren Höhepunkt, als die Geldmittel für die Unterstützung seiner Zeitung erschöpft waren. Gleichzeitig gab es keinerlei Anzeichen einer unmittelbaren Reaktion, die eine Unterstützung von Seiten der spanischen Herrscherklasse in Aussicht stellen würde. Vor seinem Tod, der von Hunger und großer Not begünstigt wurde, gab del Pilar seine Haltung zur Angleichung auf und begann mit der Planung einer bewaffneten Revolte.
Diese Überzeugung bekräftigte er durch folgende Zeilen:

„Aufstand ist die letzte Abhilfe, speziell dann, wenn die Menschen zu der Überzeugung gelangt sind, dass gewaltfrei gleichbedeutend damit ist, ein sicheres Mittel zu sein für nachweislich vergebliche Liebesmühe.“

Diese Idee war eine Inspiration für Andrés Bonifacios Katipunan, eine geheime revolutionäre Organisation auf den Philippinen.
Marcelo Hilario starb am 4. Juli 1896 völlig verarmt im spanischen Barcelona an Tuberkulose.

## Bedeutung seiner Persönlichkeit
Plaridel war das Pseudonym von Marcelo H. del Pilar, eine der wichtigsten Figuren der philippinischen Propagandabewegung, deren Schriften die Philippinische Revolution inspirierte. Er schrieb „Dasalan at Toksohan“, eine satirische Darstellung der „Zehn Gebote“, wie auch eine Parodie des „Vater Unser“, wobei er „Vater“ durch einen Mönch ersetzte, der gewissermaßen die Filipinos rückwirkend missbrauchte.
Seine Parodien des Vater Unsers, der Heiligen Maria, des Glaubensbekenntnisses, der Zehn Gebote und des Katechismus verausgabte er in Pamphleten, die in Form und Format den Novenen glichen und zu einer erfolgreichen und effektiven Propaganda wurden. Im Unterschied zu Rizal, der seine Schriften in spanischer Sprache verfasste, schrieb Plaridel in Tagalog, was von den meisten Filipinos weitaus besser verstanden wurde.
Plaridel wurde von den gegenwärtigen Journalisten zum „patron saint“ („Nationalpatron“) gewählt, da er sein Leben und seine Arbeit der Freiheit der Gedanken und der freien Meinungsäußerung widmete und seine Selbstständigkeit über den materialistischen Gewinn setzte.
Del Pilars Ideologie der Wahrheit, Fairness und Unbefangenheit basierte auf demokratischen Prinzipien, die eine Basis für die gesellschaftliche Akzeptanz aller Filipinos bildete.

## Referenzen
- Zaido, Gregorio F.: Philippine History and Government. National Bookstore Printing Press, 1984.

| Personendaten    | Personendaten                                          |
| ---------------- | ------------------------------------------------------ |
| NAME             | Pilar, Marcelo H. del                                  |
| ALTERNATIVNAMEN  | Marcelo Hilario del Pilar y Gatmaytan                  |
| KURZBESCHREIBUNG | philippinischer Journalist, Satiriker und Propagandist |
| GEBURTSDATUM     | 30. August 1850                                        |
| GEBURTSORT       | Cupang                                                 |
| STERBEDATUM      | 4. Juli 1896                                           |
| STERBEORT        | Barcelona                                              |